# Asemesthes fodina
Asemesthes fodina är en spindelart som beskrevs av Tucker 1923. Asemesthes fodina ingår i släktet Asemesthes och familjen plattbuksspindlar. Inga underarter finns listade i Catalogue of Life.